# Émile Lavezzari
Pour les articles homonymes, voir Lavezzari.
Émile Lavezzari, né le 10 octobre 1832 à Belleville (Paris) et mort le 13 juillet 1887 à Berck, est un ingénieur centralien et architecte français.

## Biographie
Émile Lavezzari est formé à l'École centrale des arts et manufactures dont il sort diplômé en 1853. Marié avec Marie Charlotte Beck, ils ont quatre fils : André Jean Émile, né en 1862, ingénieur civil, chevalier de la Légion d'honneur en qualité de capitaine de l'armée territoriale ; Jean Marcel Émile, né en janvier 1876, qui devint peintre sous le nom de Jan Lavezzari ; Robert Émile, né en décembre 1876 ; et Maurice-Émile, qui fut également architecte.
Il commence sa carrière professionnelle dans les industries de la filature et de l'éclairage au gaz. Le 11 avril 1857 il dépose un brevet d'invention « pour l'application de certaines matières à la production du gaz d'éclairage ».
Son premier poste notable est la direction de la filature de Beaurainville. Néanmoins attiré par l'art, il quitte cette situation pour s'installer à  Montreuil comme architecte, il est l'un des premiers ingénieurs centraliens à le faire. En 1861, il bâtit près de la plage de Berck, un petit édifice provisoire en bois ayant une fonction d'hôpital, construit en un peu plus de deux mois pour l'Assistance publique; à Rang-du-Fliers sur l'Authie, il construit une écluse dont la fonction est d'éviter les inondations dues à la mer; enfin il réalise l'éclairage au gaz de la commune de Montreuil. En 1863, il part pour Alexandrie, en Égypte, où on lui a demandé de venir installer l'éclairage au gaz dans les jardins de Mohamed Saïd Pacha, mais celui-ci meurt peu de temps avant son arrivée ce qui annule l'objet de ce voyage.
De retour en France, il s'y consacre à la profession d'architecte tout en étant en parallèle un collaborateur actif de César Daly dans ses revues.
Il est pendant 23 ans l'un des rédacteurs de la Revue générale de l'architecture et des travaux publics dirigée par César Daly et collabore également à la Semaine des Constructeurs créée par ce dernier en 1876,.
Émile Lavezzari est l'inventeur du «bâtiment en bois à double enveloppe»: l'hôpital maritime provisoire de Berck (1861) et le chalet en bois (1872) qu'il dessine pour Nathan de Rothschild dans la même commune sont conçus sur ce principe. Il composa des aquarelles de Berck durant les séjours qu'il y fit pour la construction de l'hôpital maritime. Il eut pour commanditaire la famille de Rothschild qui finança la plupart de ses édifices. 
Il est nommé chevalier de la Légion d'honneur par décret du 17 juillet 1869. 
En 1874, les plans et dessins de l'«Hôpital maritime de Berck-sur-Mer» sont présentés dans le pavillon de la Ville de Paris à l'exposition internationale de Londres. Lavezzari est distingué par une médaille de 2e classe à l'Exposition universelle de 1878.

## Sociétés savantes
- Membre de la Société des ingénieurs civils de France en 1872, il entre à son comité en 1882[2].
- Il est élu membre de la Société de médecine publique et de génie sanitaire en 1884[14].

## Publications
- « Constructions économiques : bâtiments en bois à double enveloppe », Revue générale de l'architecture et des travaux publics, vol. XX,‎ 1862, p. 58-65  (planches 13 et 14) (lire en ligne, consulté le 10 octobre 2016).
- « Hôpital Napoléon à Berck-sur-Mer (Pas-de-Calais) », Revue générale de l'architecture et des travaux publics, vol. XXVIII,‎ 1870, p. 72-81 (planches 20 à 27) (lire en ligne, consulté le 10 octobre 2016).

## Réalisations
- L'Hôpital Napoléon inauguré en 1869 par l'impératrice Eugénie, devenu l'Hôpital maritime de Berck[15],[3],[16],[17].
- La Gendarmerie de Berck, devenue musée de France d'Opale Sud[18].
- La gare de Boulogne-Maritime[10].
- L'Hôtel Terminus de la gare Saint-Lazare (achevé par Juste Lisch en 1889)[10],[19]
- L'Hôtel de la baronne James de Rothschild, avenue de Friedland à Paris, et le chalet en bois de Nathan de Rothschild à Berck-sur-Mer[10].
- Plusieurs hôtels particuliers à Paris (rue Boursault, rue Dumont-d'Urville).

Bâtiments dus à Émile Lavezzari
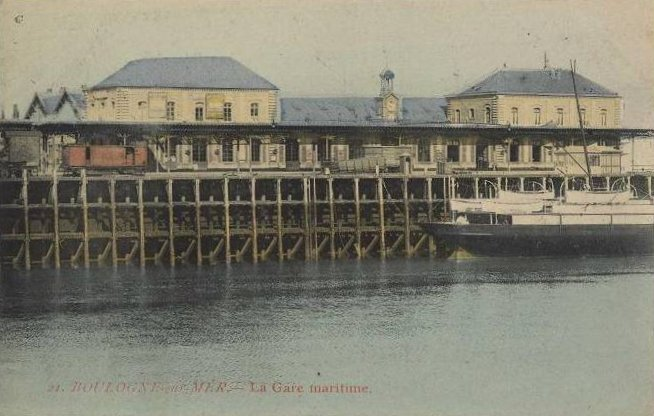
Gare de Boulogne-Maritime.
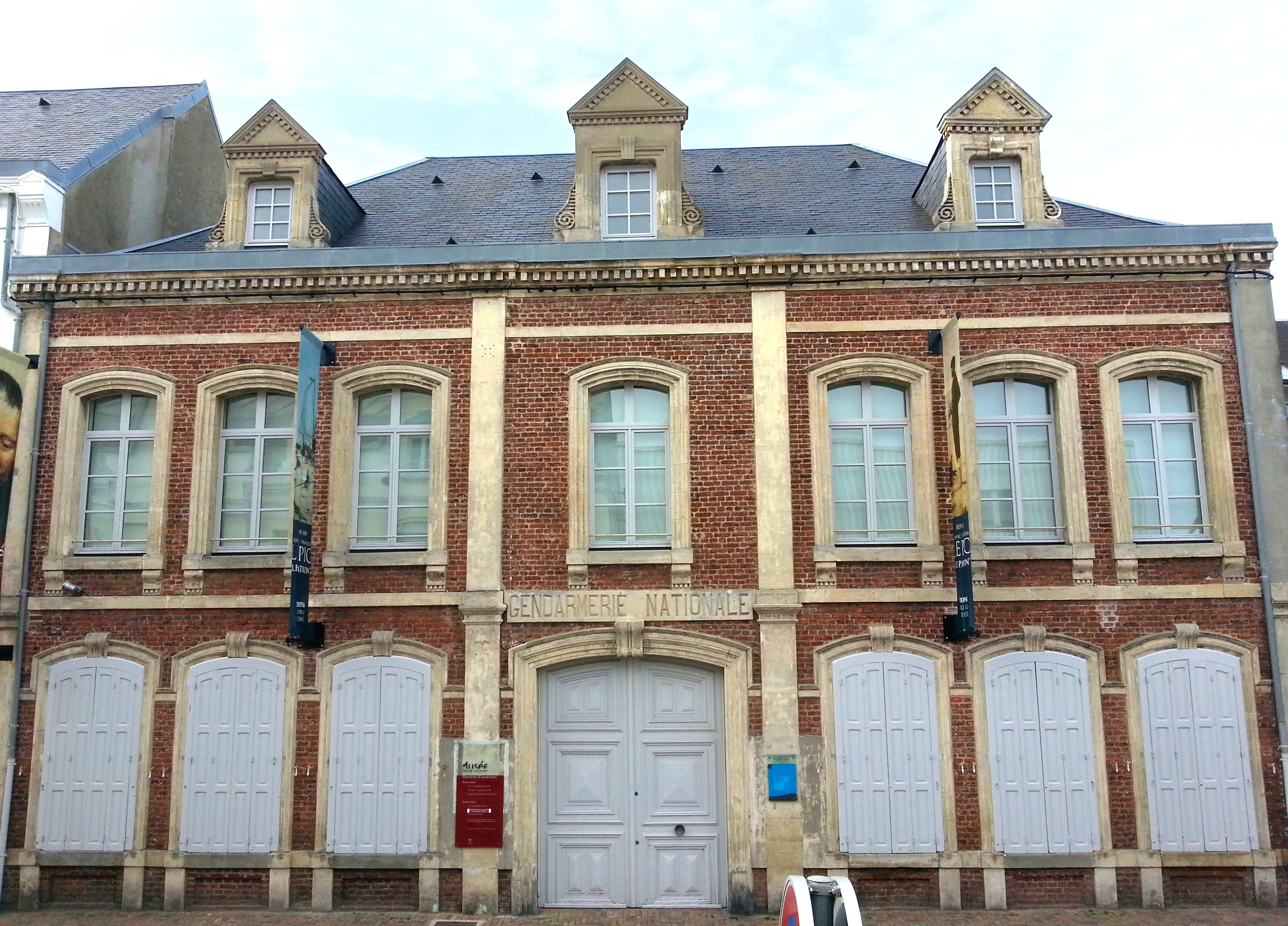
Ancienne gendarmerie de Berck.
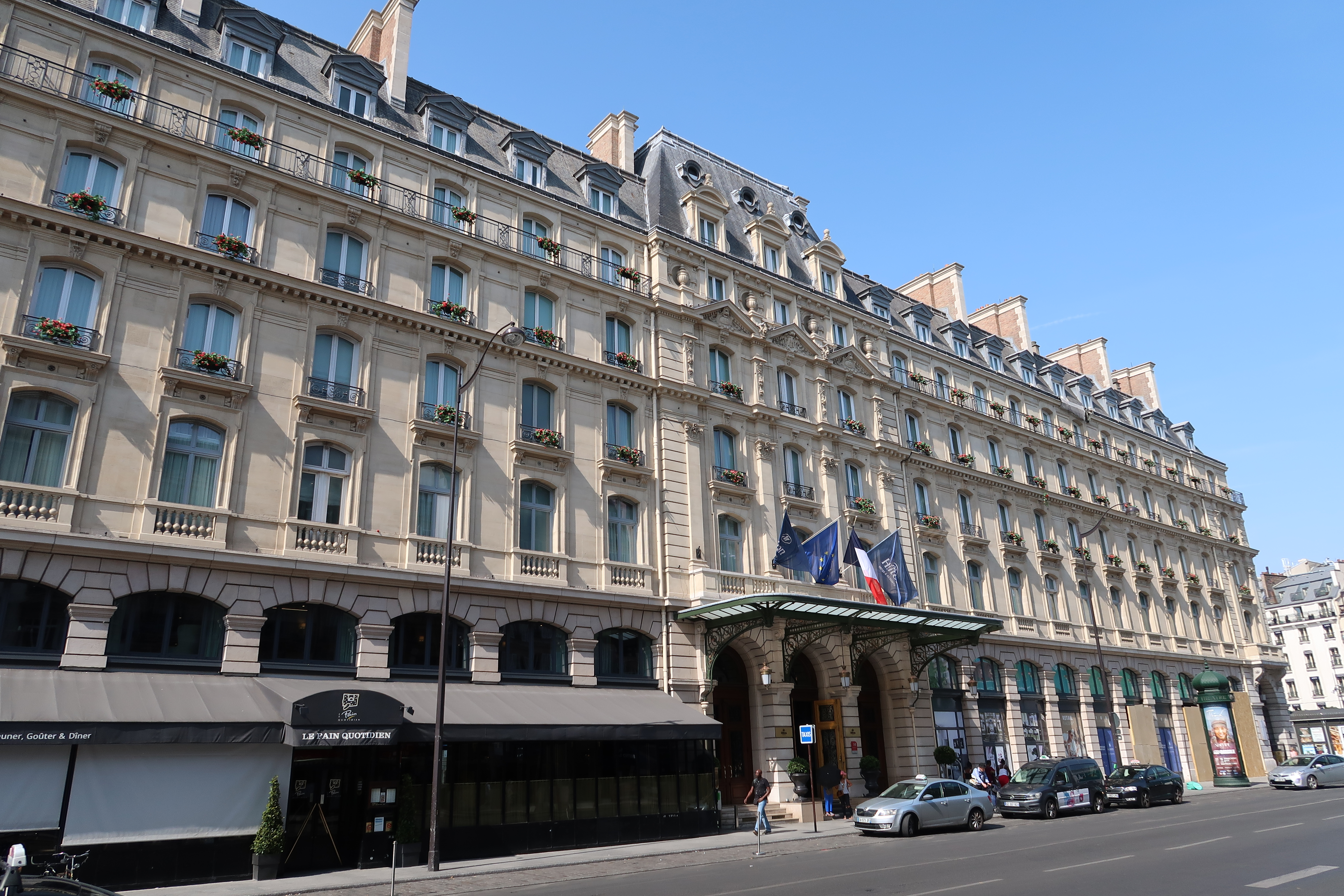
Hôtel Terminus Saint-Lazare.

## Distinctions
Émile Lavezzari est nommé chevalier de l'ordre national de la Légion d'honneur par décret du 17 juillet 1869.

## Hommage
Une rue de la commune de Berck porte son nom.